# Уинч, Натаниэл Джон
Ната́ниэл Джон Уи́нч (англ. Nathaniel John Winch, 1768—1838) — британский ботаник.

## Биография
Родился 20 декабря 1768 года в деревне Хэмптон графства Мидлсекс (ныне в черте Лондона) в семье Натаниэла Уинча. С декабря 1780 года был подмастерьем у мелкого дворянина Роберта Лайла в Ньюкасл-апон-Тайне. В 1805 году Уинч стал шерифом и членом городского совета Ньюкасл-апон-Тайна.
В свободное время Уинч путешествовал по графствам Нортамберленд, Камберленд и Дарем, занимался изучением их флоры и растительности. Владел якорной мастерской и чугунной лавкой, в 1808 году обанкротился.
С 1803 года Уинч был членом Лондонского Линнеевского общества, с 1821 года — членом-корреспондентом. В 1808 году Уинч был избран почётным членом Геологического общества.
Скончался в своём доме в Ньюкасл-апон-Тайне 5 мая 1838 года. Гербарий оставил Линнеевскому обществу.

## Некоторые научные работы
- Winch, N.J.; Thornhill, J.; Waugh, R. (1805—1807). The botanist's guide through the counties of Northumberland and Durham. 2 vols.
- Winch, N.J. (1819). An essay on the geographical distribution of plants. 52 p.
- Winch, N.J. (1831). Flora of Northumberland and Durham. 149 p.

## Роды, названные в честь Н. Уинча
- Winchia A.DC., 1844 [= Alstonia R.Br., 1810, nom. cons.]